# Ulica Kleczkowska we Wrocławiu
Ulica Kleczkowska we Wrocławiu (do 1945 Kletschkauerstraße, potem do 1971 „Klęczkowska”) – ulica na obszarze osiedla Kleczków na Przedmieściu Odrzańskim we Wrocławiu, pomiędzy ulicą Trzebnicką a Portem Miejskim.

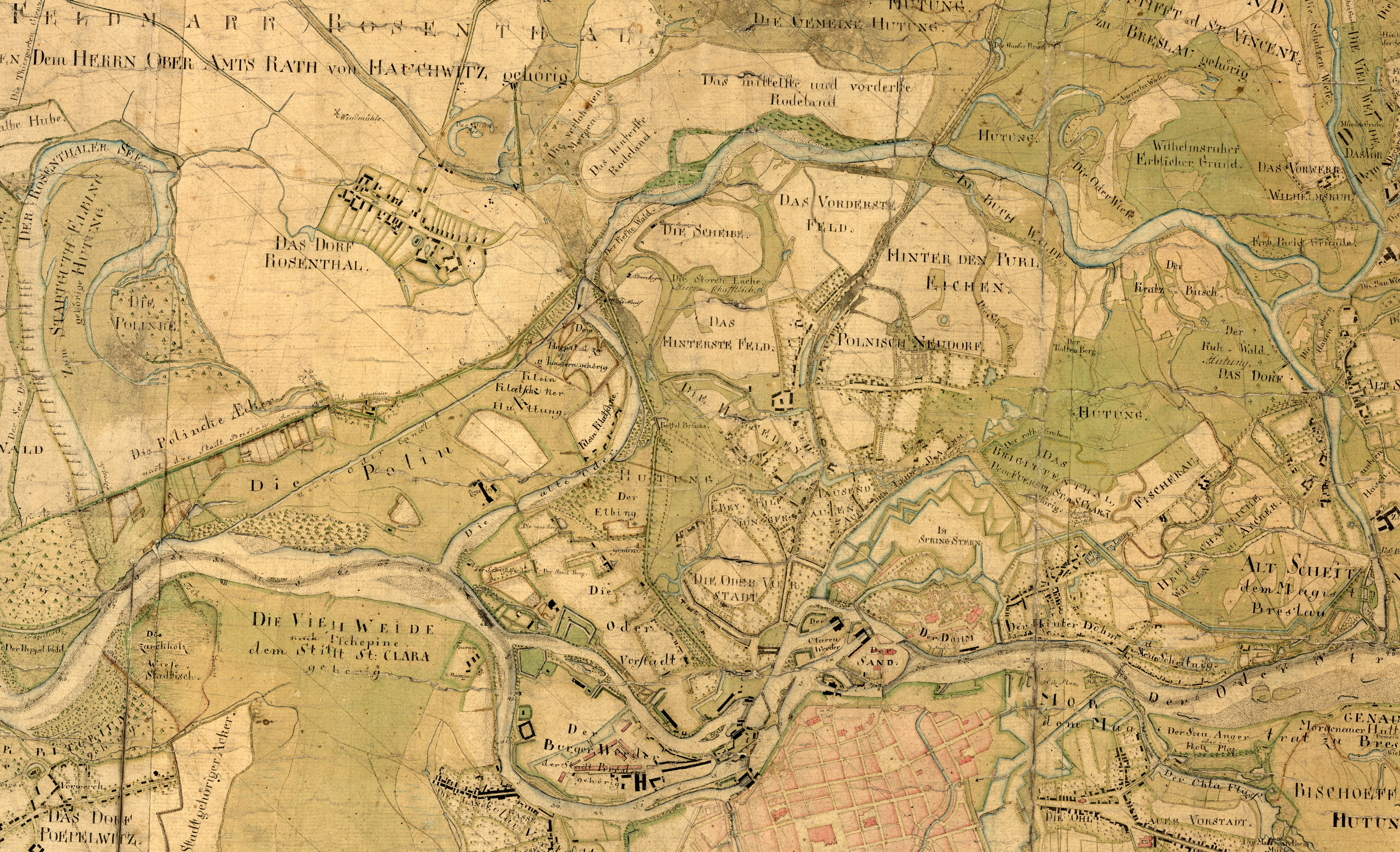
Fragment mapy Wrocławia i najbliższych okolic z 1794 roku; zabudowania wsi Kleczków (Klein Klætschke) na północ od miastapółnoc, na północnym brzegu Starej Odry (die alte Oder), wzdłuż drogi – późniejszej Kletschkauerstraße.

Z inicjatywą przekształcenia istniejącej tutaj wiejskiej drogi w ulicę wystąpił w 1872 roku właściciel ziemski, inwestor i architekt krajobrazu Guido von Drabizius, który był właścicielem szkółki leśnej o powierzchni 20 mórg, znajdującej się na obszarze Kleczkowa (dostarczał z niej materiał szkółkarski do wrocławskich parków i do ZOO). Był on też jednym z inwestorów zagospodarowania urbanistycznego Matthias Feld („Maciejowego Pola”), kupując tam 6,5 morgi terenu, po czym sam zaprojektował tam i zrealizował założenie parkowe na Matthias Platz (placu św. Macieja).
W 1874 uzyskał zgodę na przekształcenie drogi wiodącej przez wieś w ulicę pod warunkiem, że regulację tej nowej ulicy (m.in. zasypanie przydrożnego rowu) wykona na własny koszt. Kilka lat później powstała tu Kletschkauerstraße. Guido von Drabizius zainicjował też wytyczenie kilku innych ulic na Kleczkowie, np. nazwanej jego nazwiskiem Drabizius Straße (ul. Siemieńskiego), Liebig Straße (Wybrzeże Conrada-Korzeniowskiego), Hermann Straße (ul. Zegadłowicza), Linné Straße (ul. Struga) i Göppert Straße (później przemianowana na Einbaumstraße, dziś ul. Kraszewskiego).
Pod koniec XIX stulecia Guido von Drabizius sprzedał swoją działkę zlokalizowaną przy Kletschkauerstraße państwu pruskiemu, które wybudowało na niej w latach 1889–1895 obszerny kompleks penitencjarny: dwa duże budynki więzienne wraz z obiektami towarzyszącymi. Kompleks ten pełni swoją funkcję do dzisiaj jako Zakład Karny Nr 1 we Wrocławiu. Na zachodnim końcu ulica Kleczkowska prowadzi wprost do bramy rzecznego Portu Miejskiego, wybudowanego w latach 1897–1901.
Podczas oblężenia Festung Breslau w 1945 roku całkowicie zniszczone zostały kamienice przy Kleczkowskiej nr 3, 10, 18, 19 i 36, a uszkodzony budynek szkoły (mieszczącej się pod numerem 2a) odbudowano do 1948 roku; znacznie natomiast ucierpiały instalacje i budynki w Porcie Miejskim, zniszczone w 50–60% (pomimo to port uruchomiono na przełomie 1945 i 1946 roku). Po wojnie Kletschkauerstraße została nazwana ulicą Klęczkowską (z „ę” w nazwie, chociaż osiedlu nadano nazwę „Kleczków” przez „e”). Brak konsekwencji w nazewnictwie ulicy naprawiono w roku 1971, przemianowując ją na „Kleczkowską” przez „e” . Poprzednio obowiązująca nazwa ulicy przeniosła się na potoczne określenie mieszczącego się tu więzienia, które nadal powszechnie nazywa się „Klęczki”.
Latem 2018 roku oddano do użytku przedłużenie Kleczkowskiej na wschód, od ulicy Trzebnickiej do osiedla „Promenady Wrocławskie”. W Systemie Informacji Przestrzennej Wrocławia jest ono (stan na grudzień 2019) bezimienne; jej dalszym przedłużeniem na wschód jest ulica Miłosza. Według zestawienia publikowanego przez Zarząd Dróg i Utrzymania Miasta we Wrocławiu ulica Kleczkowska liczy sobie – od ul. Trzebnickiej do bramy portu – 743 metry długości. Tuż za skrzyżowaniem z ulicą Reymonta (na zachód od niej) Kleczkowska rozgałęzia się na dwie jezdnie, z których południowa prowadzi do bramy Portu, a północna do posesji od numeru 43 wzwyż.